# تروث سوشل
تروث سوشل (بالإنجليزية: TRUTH Social)، منصة تواصل اجتماعي تنتمي إلى فئة التقنيات البديلة، مملوكة من قبل مجموعة ترامب للإعلام والتكنولوجيا، وهي شركة إعلامية وتقنية أمريكية يملك الرئيس الأمريكي دونالد ترامب الحصة الأكبر فيها. وُصِفت المنصة بأنها «نسخة من تويتر» تتنافس مع منصات مثل بارلير وغاب وماستدون في محاولة لتوفير بديل عن منصتي تويتر (إكس) وفيسبوك.
تم إطلاق الخدمة في 21 فبراير 2022. منذ منتصف عام 2022، واجهت منصة تروث سوشل مشكلات مالية وتنظيمية. في البداية، لم تكن المنصة متاحة على متجر جوجل بلاي بسبب انتهاكها لسياسات جوجل التي تحظر المحتوى الذي يتضمن تهديدات جسدية وتحريضًا على العنف. مع ذلك، تمت الموافقة على إدراج التطبيق في متجر جوجل بلاي في أكتوبر 2022 بعد أن وافقت المنصة على تطبيق سياسات صارمة ضد التحريض على العنف.
اعتبارًا من 15 مارس 2024، احتلت تروث سوشل المرتبة 38 في تصنيفات التطبيقات الاجتماعية في متجر آب ستور. وفقًا لموقع سميلارويب جاء ترتيب موقع المنصة في المرتبة 203 ضمن فئة «الناشرين في مجال الأخبار والإعلام»، متأخرة عن منصة غاب التي جاءت في المرتبة 154، ولكنها كانت متقدمة على منصة بارلير التي جاءت في المرتبة 1,052. قدّر ترامب في إفصاح مالي شخصي في أبريل 2023 أن قيمة الموقع تتراوح بين 5-25 مليون دولار.
كشفت شركة ديجيتال ورلد أكويزيشن كوربوريشن، وهي شركة استحواذ ذات غرض خاص تم تأسيسها لتمويل الشركة الأم لمنصة تروث سوشل (مجموعة ترامب للإعلام والتكنولوجيا) وطرحها للاكتتاب العام، في أكتوبر 2023 أنها قامت بإعادة مليار دولار للمستثمرين كانت قد جمعتها لتمويل مجموعة ترامب للإعلام والتكنولوجيا. في إفصاح مالي آخر صادر عن ديجيتال ورلد أكويزيشن كوربوريشن في نوفمبر 2023، تبين أن منصة تروث سوشل تكبّدت خسائر تراكمية لا تقل عن 31.5 مليون دولار منذ تأسيسها. في مارس 2024، صوّت حملة أسهم شركة ديجيتال ورلد أكويزيشن كوربوريشن لصالح الاندماج مع شركة مجموعة ترامب للإعلام والتكنولوجيا، إذ بدأ تداول الشركة المدمجة في بورصة نازداك تحت رمز التداول دي جي تي.
في مايو 2024، كشف ملف تنظيمي قدمته مجموعة ترامب للإعلام والتكنولوجيا للربع الأول من عام 2024 أن الشركة تكبدت خسائر بلغت 327.6 مليون دولار، ويُعزى ذلك بشكل كبير إلى عملية طرحها للاكتتاب العام، في حين بلغ إجمالي إيراداتها 770 ألف دولار.

## العمليات

### الإطلاق
نشر دونالد ترامب أول منشور على منصة تروث سوشل في 16 فبراير 2022. في ذلك اليوم، صرّح ديفين نونيس، الرئيس التنفيذي لشركة مجموعة ترامب للإعلام والتكنولوجيا، أنه يتوقع أن المنصة لن تكون متاحة بالكامل أمام الجمهور حتى أواخر مارس. أجري اختبار تجريبي شمل 500 مستخدم خلال شهر فبراير 2022.
في 21 فبراير 2022، تم إطلاق تطبيق تروث سوشل على نظام آي أو إس الخاص بشركة آبل، ووصل إلى المرتبة الأولى في قائمة التطبيقات الأكثر تنزيلًا في متجر آب ستور. بسبب العدد الكبير من الطلبات المتراكمة، أُدرج نحو 500,000 شخص حاولوا التسجيل في البداية تلقائيًا في قائمة الانتظار.
تم تثبيت التطبيق 872,000 مرة خلال الأسبوع الأول من إطلاقه، ولكن بعد شهر واحد فقط، انخفض عدد المستخدمين الجدد المسجلين إلى 60,000 مستخدم أسبوعيًا. خلال تلك الفترة، انخفض عدد الزيارات الأسبوعية لموقع تروث سوشل من 6 ملايين زيارة إلى أقل من 2 مليون زيارة.
عقب إطلاق المنصة، اشتكت شركة تريلر البريطانية المتخصصة في تكنولوجيا الطاقة الشمسية للسيارات من أن شعار تطبيق تروث سوشل يشبه بشكل كبير شعارها الذي يحمل حرف «تي».
تعرّضت المنصة لانتقادات بسبب أدائها الضعيف عند إطلاقها، إذ واجه المستخدمون الذين حاولوا التسجيل مشكلة إدراجهم في قوائم الانتظار، بالإضافة إلى فترات تعطل طويلة. في اليوم التالي لإطلاقها، وصفت صحيفة واشنطن بوست المنصة بأنها «كارثية». بعد أسبوع من إطلاقها، ذكرت مجلة نيوزويك أن بعض المستخدمين الأوائل بدؤوا في فقدان الاهتمام بالتطبيق بسبب قلة عدد المستخدمين وضعف التفاعل، بينما أعرب آخرون عن استعدادهم للاستمرار في استخدام التطبيق على أمل حدوث تحسن في المستقبل.

### نمو الجمهور
عانت منصة تروث سوشل من مشكلات حادة ومستمرّة في قابلية التوسّع عند إطلاقها، ما حدّ من نمو المنصة.
في أوائل مارس 2022، ذكرت عدة مصادر أن استخدام منصة تروث سوشل بقي منخفضًا، إذ لم ينشر دونالد ترامب أي منشور على حسابه منذ رسالته الأولى قبل أسبوعين، وكان عدد متابعيه حينها 140,000 فقط -أي أقل من 0.2% من عدد متابعيه على تويتر الذي بلغ 90 مليونًا قبل حظر حسابه. أفاد موقع ذا ديلي دوت أن تطبيق تروث سوشل على نظام آي أو إس انخفض ترتيبه في متجر تطبيقات آبل من المرتبة الأولى بين التطبيقات الأكثر تنزيلًا إلى المرتبة 84. ذكر موقع ذا ديلي بيست أن ترامب كان غير راضٍ عن تقدم الشبكة الاجتماعية.
في نهاية مارس 2022، ذكرت شركة ذا راب أن عدد عمليات تثبيت تطبيق تروث سوشل الأسبوعية انخفض من 872,000 في أسبوع إطلاقه إلى نحو 60,000 أسبوعيًا، أي أن نسبة الانخفاض تجاوزت الـ90%. وانخفضت أيضًا زيارات موقع تروث سوشل من 6 ملايين زيارة أسبوعيًا إلى 1.9 مليون زيارة. وفقًا لشركة سينسور تاور، تم تنزيل تطبيق تروث سوشل 1.2 مليون مرة بحلول أواخر مارس. في أوائل أبريل 2022، ذكرت وكالة بلومبيرغ نيوز أن أسهم الشركة القابضة لمنصة تروث سوشل المسجلة في البورصة، والمعروفة باسم ديجيتال وورلد أكويزيشن كوربوريشن، قد انخفضت بنسبة 31% منذ إطلاق التطبيق في أواخر فبراير، وبنسبة 64% من أعلى مستوى وصلت إليه على الإطلاق.
في أوائل أبريل 2022 أيضًا، وصفت صحيفة بيزنس إنسايدر منصة تروث سوشل بأنها «أشبه بمدينة أشباح محافظة اجتاحتها الحسابات الآلية (البوتات)». حاول مراسل أمريكي من شبكة بي بي سي التسجيل في المنصة في نفس الفترة، لكنه وُضِع في قائمة انتظار تضم نحو 1.4 مليون طلب أمامه.

### الاستخدام
لم تُعلن شركة ترامب ميديا عن عدد مستخدمي منصة تروث سوشل. قدر موقع تحليل البيانات سميلارويب عدد زوار المنصة شهريًا بنحو 5 ملايين في فبراير 2024، فيما قدّر عدد المستخدمين النشطين شهريًا في الولايات المتحدة بنحو مليون مستخدم. في 25 مارس 2024، وهو اليوم الذي بدأ فيه تداول أسهم شركة مجموعة ترامب للإعلام والتكنولوجيا في السوق العامة، بلغ عدد زوار تروث سوشل في الولايات المتحدة 277,000 زائر، مقارنةً بـ32 مليون زائر لمنصة ريديت.